# Камерон (острво)

Острво Камерон (енгл. Cameron Island) је једно од острва у канадском арктичком архипелагу. Острво је у саставу канадске територије Нунавут. 
Површина износи око 1059 km².
Острво је ненасељено. На њему је вађена нафта од 1985. до 1996. уз помоћ брода-танкера, укупно 2,8 милиона барела.